# Jeremy Paul
Jeremy Adam Paul (Hamilton, 14 de marzo de 1977) es un ex–jugador australiano de rugby nacido en Nueva Zelanda y que se desempeñaba como hooker.

## Selección nacional
Fue convocado a los Wallabies por primera vez en junio de 1998 para enfrentar al XV del Cardo, formó parte del seleccionado que enfrentó a los British and Irish Lions victoriosamente en la Gira de 2001 y disputó su último partido en septiembre de 2006 contra los Springboks donde se lesionó debido a la rotura de un tendón.
En total jugó 72 partidos y marcó 70 puntos productos de 14 tries.

### Participaciones en Copas del Mundo
Participó de los Mundiales de Gales 1999 aquí se consagró campeón del Mundo y de Australia 2003 donde fue titular en todos los partidos y los australianos cayeron derrotados en la final ante el XV de la Rosa. Con 30 años, el entrenador John Connolly no lo convocó para Francia 2007.
| Mundial                       | Sede      | Resultado  | PJ | Tries |
| ----------------------------- | --------- | ---------- | -- | ----- |
| Copa Mundial de Rugby de 1999 | Gales     | Campeón    | 4  | 1     |
| Copa Mundial de Rugby de 2003 | Australia | Subcampeón | 7  | 1     |

## Palmarés
- Campeón de The Rugby Championship de 2000.
- Campeón del Super Rugby de 2001 y 2004.